# Stefan Pieper
Stefan Pieper (* 1. April 1982 in Winterberg) ist ein ehemaliger deutscher Skispringer.

## Werdegang
Bei der Juniorenweltmeisterschaft 1998 in St. Moritz sprang Pieper mit dem Team auf den ersten Platz. Im gleichen Jahr wurde er Deutscher Jugendmeister im Spezialspringen. 1999 sprang Pieper zum ersten Mal im Continental Cup. Beim Continental-Cup-Springen in Oberstdorf 2002 holte er sein bestes Einzelergebnis mit Platz 2. Am 29. Dezember 2000 debütierte er in Oberstdorf bei der Vierschanzentournee, danach folgten 21 Weltcup-Einsätze. Sein bestes Einzelergebnis war mit Platz 12 beim Weltcupspringen in Sapporo 2003. 2003 wurde er Deutscher Meister in Oberwiesenthal. Nach dem Karriereende 2006 war er als Co-Trainer der deutschen Skisprung-Damen-Nationalmannschaft tätig.

## Erfolge

### Weltcup-Platzierungen
| Saison  | Platz | Punkte |
| ------- | ----- | ------ |
| 2002/03 | 39.   | 87     |
| 2003/04 | 63.   | 13     |
| 2004/05 | 91.   | 01     |

### Continental-Cup-Platzierungen
| Saison  | Platz | Punkte |
| ------- | ----- | ------ |
| 1998/99 | 127.  | 042    |
| 1999/00 | 124.  | 084    |
| 2000/01 | 084.  | 105    |
| 2001/02 | 016.  | 386    |
| 2002/03 | 043.  | 180    |
| 2003/04 | 042.  | 140    |
| 2004/05 | 037.  | 228    |
| 2005/06 | 117.  | 006    |

### Grand-Prix-Platzierungen
| Saison | Platz | Punkte |
| ------ | ----- | ------ |
| 2001   | 62.   | 02     |
| 2002   | 35.   | 25     |
| 2003   | 44.   | 12     |
| 2004   | 52.   | 05     |